# Monument a Antoni Maura
El monument a Antoni Maura és un exemplar d'art públic a Palma. Dissenyat per Mariano Benlliure, consta d'una estàtua d'Antoni Maura que remata un conjunt escultòric.

## Història i descripció
El monument va ser finançat mitjançant subscripció popular, adjudicant-se el disseny a Marià Benlliure. L'estàtua de bronze d'Antoni Maura, que figura dempeus en actitud oratòria, remata el pedestal de pedra. Col·locada als peus de Maura, una al·legoria de la Veritat esculpida en marbre blanc completa el conjunt.
La Veritat figura assenyalant un cartell que resa «antonio maura igualó con la vida el pensamiento», adaptat d'un vers de l'obra d'Andrés Fernández de Andrada Epístola moral a Fabio.
El monument va ser descobert en la seva ubicació en la Plaça del Mercat el 13 de desembre de 1929, en ocasió del 4t aniversari de la mort de Maura. L'estàtua va ser derrocada i danyada l'11 de novembre de 2014 per la caiguda d'un ficus pròxim. Després de dur-se a terme un procés de restauració, l'estàtua va tornar a la Plaça del Mercat un any més tard.